# 吡喃𬭩高氯酸盐
吡喃𬭩高氯酸盐是一种有机化合物，化学式为C5H5OClO4，它可以吡啶三氧化硫配合物为原料反应制得。它和甲基锂在四氢呋喃中反应，可以得到(2Z,4E)-2,4-己二烯醛。